# Tommi Rajamäki
Tommi Rajamäki, född 29 februari 1976 i Björneborg, Finland, är en finländsk före detta professionell ishockeyback.